# Chick Quest
Chick Quest ist eine Post-Punk/Indie-Rock-Band aus Wien, Österreich. Ursprüngliches Konzept der Formation war es, Akkordfolgen aus Soundtracks alter Italowesternfilme aus den sechziger Jahren des 20. Jahrhunderts, wie zum Beispiel aus den Werken eines Ennio Morricone, mit tanzbarem Post-Punk der späten 1970er und ’80er à la Talking Heads, B52’s, Manicured Noise oder The Clash zu verbinden. Der Bandname selbst ist eine Hommage an alte B-Movie-Filmtitel und soll vielmehr als „A girl on a quest“ verstanden werden, anstatt als „Guys on a quest for chicks“.

## Geschichte
Ryan White (Gesang, Gitarre), ein US-Amerikaner aus Athens, der momentan in Wien lebt, startete das Projekt Anfang 2014 zusammen mit der Österreicherin Iris Rauh (Schlagzeug). Ursprüngliches Ziel der beiden war es, eine Live Dance Party für ihre Freunde in kleinen Clubs zu veranstalten, wo sie Musik spielen würden, zu der sie selbst gerne tanzen, und welche in Wien aber für gewöhnlich schwer zu finden ist. Mitte 2014 wurde dann Magdalena Kraev (Bass) hinzugefügt, und Marcus Racz (beide ebenfalls aus Österreich) komplettierte das Lineup Anfang 2015 schließlich an der Trompete und Keyboard.
Die ursprüngliche Tanzparty-Idee entwickelte sich schließlich zu größeren Konzerten und Festivals, einem Live-Auftritt im österreichischen Fernsehen, einem Debütalbum, das reichlich Lob von der Presse erhielt, einer Auflistung auf Pitchfork, Songpremieren durch KEXP & CMJ, sowie einer Erwähnung als eines der besten sechs Alben des Jahres 2015 in der bekannten österreichischen Zeitung Der Standard.
2016 begann die Band mit den Arbeiten an ihrem zweiten Album, welches im Februar 2017 erschien und unter anderem von Alternative Press, Noisey, Intro und BrooklynVegan gefeaturet wurde. Die zweite Single-Auskoppelung "Exit Strategy" erschien schließlich auch auf der im Juni 2017 veröffentlichten FM4 Soundselection 36.

## Diskografie
Studioalben
- 2015: Vs. Galore
- 2017: Model View Controller

Musikvideos
- 2015: Somebody Call a Doctor
- 2016: Savant Garde
- 2017: Down in a Crypt
- 2017: Brand New Crush